# Schwermetall Halbzeugwerk

Die Schwermetall Halbzeugwerk GmbH & Co. KG  mit Sitz in Stolberg (Rhld) ist nach eigenen Angaben der größte Vorwalzbandproduzent der Welt mit über 300.000 t/Jahr und Lieferant von reinen Kupfer-Walzplatten. Sie wurde 1972 von den Prym-Werken und den Kupfer- und Messingwerken Langenberg zu je 50 % gegründet und ist seit 2002 die jeweils 50%ige Tochter der Aurubis AG und der Wieland-Werke AG. 

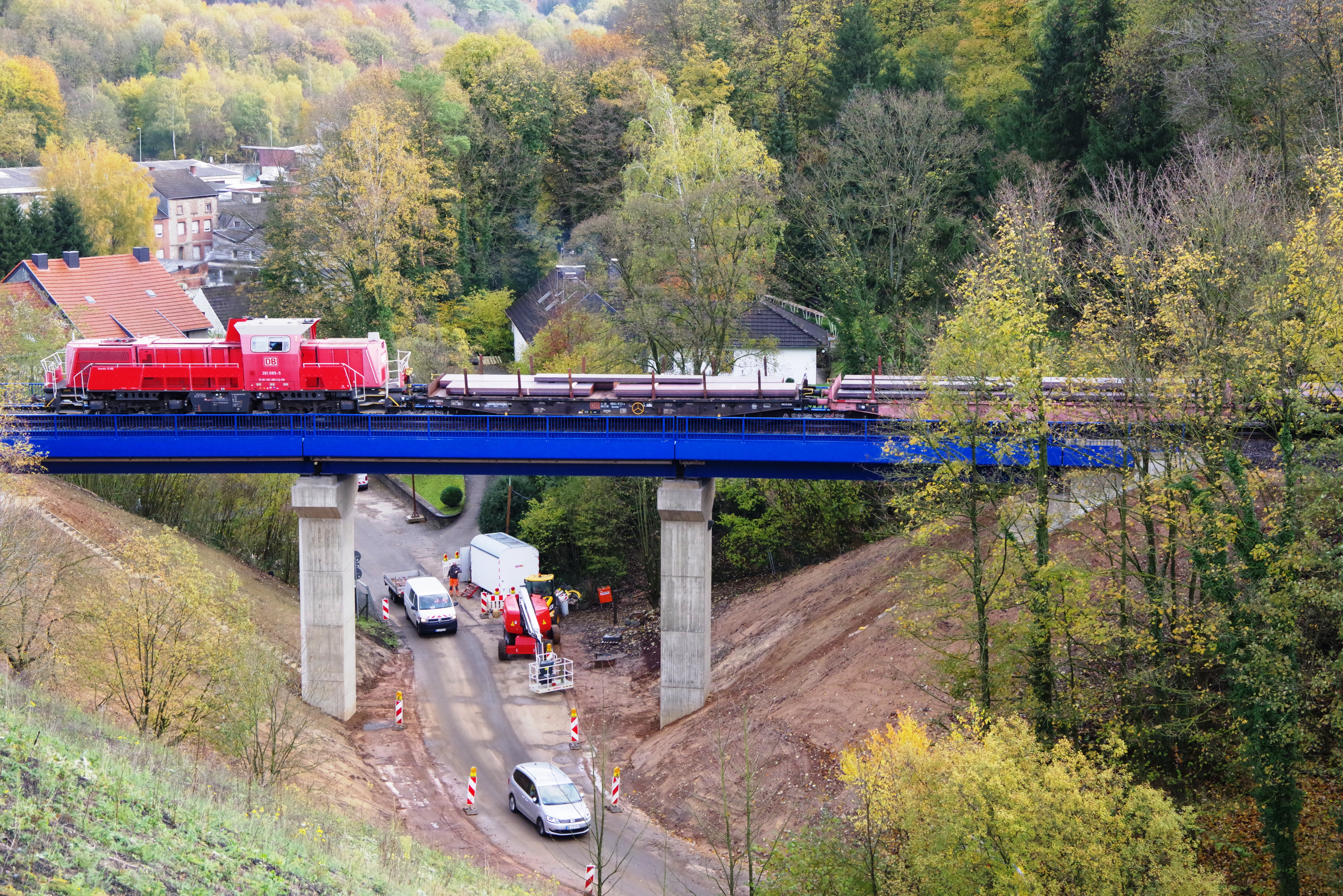
Kupfertransport des Schwermetall Halbzeugwerk

Mit 300 Mitarbeitern, einer Jahresproduktion von ca. 225.000 Tonnen und einem durchschnittlichen Jahresumsatz von 400 Millionen Euro gehört die Schwermetall Halbzeugwerk GmbH & Co. KG zu den bedeutendsten Unternehmen der Region – und ist zugleich der weltweit führende Hersteller von Vorwalzbändern aus Kupfer- und Kupferlegierungen.
Die Schwermetall Halbwerkzeuge transportiert ihre Rohware als auch ihre Produkte über einen Gleisanschluss In der Rüst weitestgehend mittels der Eisenbahn.
Die Wieland Gruppe versuchte 2019 sowohl die Aurubis AG als auch die Schwermetall Halbwerkzeug GmbH & Co. KG zu übernehmen. Dies wurde von der Europäischen Kommission gem. Fusionskontrollverordnung untersagt.